# Skene, Aberdeenshire
För andra betydelser av Skene, se Skene (olika betydelser).

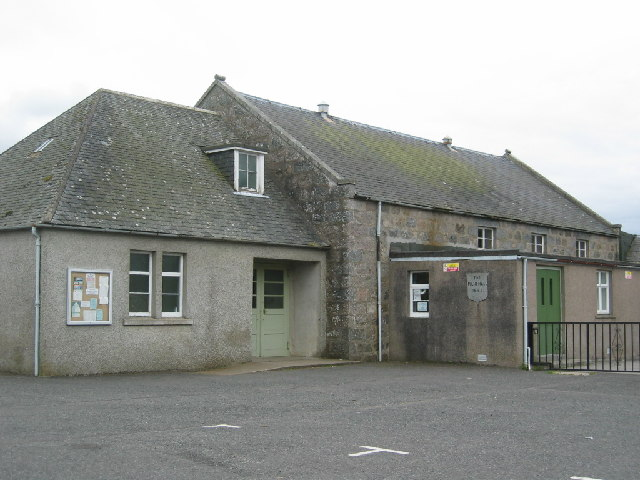
Milne Hall, byhuset (village hall) i Kirkton of Skene

Skene (skotsk gaeliska: Sgainn) är ett litet bondesamhälle i nordöstra Skottland, cirka 10 km väster om Aberdeen. De två traditionella byarna i samhället är Kirkton of Skene
57°9′36.67″N 2°19′35.37″V / 57.1601861°N 2.3264917°V och Lyne of Skene 57°11′0.12″N 2°23′16.45″V / 57.1833667°N 2.3879028°V som ligger cirka 4 kilometer från varandra. Församlingskyrkan, Skene Parish Church, ligger i Kirkton of Skene.
Kirkton of Skene består av en huvudväg som går genom byn och från vilken det grenar ut sig några gator. Byn består av strax under ett hundra hus, puben "The Red Star Inn", en stor lekpark, ett byhus (village hall), kyrkan samt "George Ogg and Sons", byns affär.
I närheten av byn ligger Skenesjön (Loch of Skene) och Skene House.